# 2007 VK184
2007 VK184 (também escrito como 2007 VK184) é um asteroide próximo da Terra que possui uma magnitude absoluta (H) de 22,0 e um diâmetro estimado em cerca de 130 metros. Ele foi listada na tabela de risco de Sentry na Escala de Turim com uma classificação de 1. A classificação 1 na Escala de Torino é uma descoberta de rotina no qual uma passagem de um asteroide perto da Terra está previsto que não representa qualquer nível incomum de perigo. Após novas pesquisas 2007 VK184 foi retirado da tabela de risco da Sentry em 28 de março de 2014.

## Descoberta
2007 VK184 foi descoberto no dia 12 de novembro de 2007, pelo Catalina Sky Survey. Foi recuperada em 26 de março de 2014 pelo Mauna Kea, e foi retirado da tabela de risco da Sentry em 28 de março de 2014.

## Órbita
A órbita de 2007 VK184 tem uma excentricidade de 0,57003 e possui um semieixo maior de 1,7263 UA. O seu periélio leva o mesmo a uma distância de 0,74227 UA em relação ao Sol e seu afélio a 2,7104 UA.